# Slaget om Kreta
Slaget om Kreta (tyska: Luftlandeschlacht um Kreta; grekiska: Μάχη της Κρήτης) var ett slag under andra världskriget på den grekiska ön Kreta. Det började på morgonen den 20 maj 1941 då Nazityskland inledde en luftburen invasion på Kreta under kodnamnet Unternehmen Merkur ("Operation Mercurius"). Grekiska och allierade styrkor, tillsammans med kretensiska civila, försvarade ön.
Slaget om Kreta var historiskt i tre avseenden: det var den första huvudsakligen luftburna invasionen; första gången de allierade i betydande grad använde underrättelser från den forcerade tyska Enigma-koden; och första gången invaderande tyska trupper stötte på ett massivt motstånd från en civilbefolkning. Mot bakgrund av de stora förluster som åsamkats fallskärmsjägare, förbjöd Adolf Hitler ytterligare storskaliga luftlandsättningsoperationer. De allierade var emellertid imponerade av den potential som fallskärmsjägare hade och började bygga upp sina egna luftburna divisioner. Detta var det första slaget där fallskärmsjägare användes i stor skala.

## Bakgrund
Syftet med operationen var att begränsa Royal Navys inflytande i Medelhavet, dels genom att hindra utbyggnaden av en flottbas i Soudabukten, samt dels genom att möjliggöra basering eget flyg som kunde hindra brittiska fartyg. Ett ytterligare syfte var att hindra RAF från att på ön basera strategiskt bombflyg, som skulle kunna hota de för Tyskland så viktiga oljekällorna i rumänska Ploiești och påverka främst Turkiet att närma sig Tyskland.

## Underrättelser
Tyska Abwehr rapporterade från början endast 5 000 allierade trupper på ön och att befolkningen skulle välkomna de tyska trupperna. Senare kom man fram till att det skulle finnas cirka 12 000 allierade trupper på ön jämfört med det verkliga antalet på 32 000 man. De allierade hade en rätt god bild av delar av den tyska planen genom att man kunde forcera framför allt Luftwaffes Enigma-kodade trafik.

## Tyska styrkor
De två första anfallsvågorna bestod av 7. Flieger-Division som skulle landsättas med fallskärm och glidflygplan. Efter det att ett flygfält hade säkrats, skulle förstärkningar från 5. Gebirgs-Division flygas in. Andra delar av divisionen och dess tunga materiel skulle skeppas över med beslagtagna fiskebåtar. XI. Fliegerkorps skulle stå för flygtransporterna och VIII. Fliegerkorps för flygunderstödet.
De tyska fallskärmsjägarförbanden delades upp i tre anfallsgrupper.
| Namn         | Befälhavare                     | Mål              |
| ------------ | ------------------------------- | ---------------- |
| Gruppe Mitte | Generalleutnant Wilhelm Süssman | Souda, Rethymnon |
| Gruppe West  | Generalmajor Eugen Meindl       | Maleme           |
| Gruppe Ost   | Oberst Bruno Bräuer             | Heraklion        |

## Slagets förlopp
Efter en dag av strider hade tyskarna lidit fruktansvärda förluster och inget av deras mål hade uppnåtts. Nästa dag, genom missförstånd och misslyckanden av den allierade befälhavaren att förstå situationen, föll Malemes flygfält på västra Kreta i tyskarnas händer, vilket gjorde att flygförstärkningar kunde genomföras och man lyckades överväldiga försvararna. Striden varade i 10 dagar.

## Förluster
Royal Navy's förluster uppgick till 1828 döda och 183 sårade. Man förlorade 3 kryssare: HMS Gloucester, HMS Fiji, HMS Calcutta och sex jagare: HMS Juno, HMS Greyhound, HMS Kelly, HMS Kashmir, HMS Imperial, HMS Hereward. Dessutom skadades tre slagskepp: HMS Warspite, HMS Valiant, HMS Barham och hangarfartyget HMS Formidable.
De tyska förlusterna var 3094 döda och saknande fallskärmsjägare, 580 döda och saknande bergsjägare samt 312 döda och saknande flygplansbesättningar. De totala antalet sårade var 2594.

## Efterspel
Kreta hölls ockuperat av tyskarna till krigslutet i Europa maj 1945 då garnisonen lade ner vapnen inför de allierade.